# Veress Ignác
Csík-kászoni Veress Ignác (Bábolna (Hunyad megye), 1834. december 24. – Kolozsvár, 1914. december 7.) nyelvész, állami főgimnáziumi igazgató, címzetes főigazgató.

## Élete
Apjának (Csík megyéből származott birtokosnak) korán elhalálozása következtében korai árvaságra jutva, felvételt nyert a nagyszebeni királyi katolikus Teréz-árvaházba. 1848-49-ben az árvaházat kórházi célokra használták fel; ekkor az intézet növendékei szétoszoltak és Veress honvédnek állott. A szabadságharc után visszatért az árvaházba és elvégezte a főgimnáziumot. Állami ösztöndíjjal 1856-60-ban a bécsi egyetemen, mint a tanárképzőintézet tagja Vahlen, Bonitz és Hoffmann tanárokat hallgatta. Ott nyert 1860. októbert 15-én és a budapesti egyetemen 1866. január 1-jén tanári képesítést a latinból és görögből; tanított 1860-tól a budapesti I. kerületi katolikus főgimnáziumban mint helyettes, 1862. február 2-től mint rendes tanár; 1868. augusztus 13-án a nagyszebeni királyi állami főgimnázium igazgatójának neveztetett ki. 1892. október 10-től főigazgatói címet nyert. 1897. március 1-jén nyugalomba vonult. Ezután a tudománynak élt Budapest környékén.

## Írásai
Klasszika filológiai és magyar nyelvészeti cikkei megjelentek a nagyszebeni főgimnáziumi Értesítőiben (1872-től), az Egyetemes Philol. Közlönyben (1877-től 1898-ig), az Országos Tanáregylet Közlönyében (XI., XVIII. XX. évf.); az Erdélyi Figyelőben (1880), az Erdélyi Múzeumban (1896), a Nyelvtudom. Közleményekben (1898).

## Munkái
- Hellas és Róma. Az ókori remekírók fordításai. II. füzet. Kalliope. (Herodotos IX. könyve.) Magyarította. Pest, 1863. (Bartai Antlalal).
- P. Ovidii Nasonis Carmina Selecta. Szótárral. Uo. 1864. (3. jav. kiadás. Bpest, 1876. Szótárgyűjtemény II.; 4. jav. kiadás: P. Ovidius Naso válogatott költeményei. Összeállította és kézi szótáráral ellátta. Uo. 1885.).
- Teljes latin-magyar szótár. Uo. 1854. (Bartl-Bartal Antallal, 2. kiadás, 1865., 3. k. 1872. Uo.).
- Fordítási gyakorlatok magyarból latinra. A gymnaisum középosztályai számára. I. rész a III. és IV. osztály számára. Pest, 1865.
- Cornelii Nepotis liber de excellentibus ducibus exterrarum gentium cum vitis Catonis et Attici ex libro de historicis Aeneise. Magyarázta. I. 1-3. könyv. Uo. 1870.; I-VI. ének. 2. kiadás. Bpest, 1875., 1880. és 1886. (Görög és latin remekírók. 12., 24., 4. k. Uo. 1900.).
- Homeros Iliása. Magyarázta és bevezetéssel ellátta I-VI. ének. Bpest, 1877. (Ism. Egyet. Philol. Közlöny).
- Homeros Odysseája. Magyarázta és bevezetéssel ellátta. I-VI. ének. Pest, 1872. (Görög és latin remekírók gyűjteménye, 19., 25. és Bpest, 1880. Görög és latin Remekírók 31.).
- A békák, vígj. Írta Aristophanes, ford. Bpest, 1875. (M. Könyvtár 6, Ism. Kelet Népe nov.).
- Az ige műszavak a magyar nyelvben. Bpest, 1882.
- Magyar-latin kéziszótár. Középtanodák számára. Uo. 1882. és 1883. (2. jav. kiadás: Latin-magyar és magyar-latin kézi szótár középiskolák számára. Uo. 1887-88. c. két kötetben).
- A magyar igenév, a magyar név- és igejelző használata. Petőfi nyelvezetén feltüntetve. Nagy-Szeben, 1887. (A nagyszebeni algymnasium 1885-87. Értesítvényeiből összeállítva).